# Marion Ross
Marion Ross (Watertown (Minnesota), 25 de outubro de 1928) é uma atriz e dubladora americana.
Ela é mais conhecida por ter interpretado Marion Cunningham na série de televisão Happy Days, de 1974 a 1982, tendo sido indicada duas vezes ao Primetime Emmy pelo papel.
Antes de  Happy Days, ela já havia tido vários papéis em filmes, como em The Glenn Miller Story (1954), Sabrina (1954), Lust for Life (1956), Teacher's Pet (1958), Some Came Running (1958) e Operation Petticoat (1959).
A partir da década de 90, Marion também começou a se dedicar a dublagem. Ela dublou a Vovó Calça Quadrada em vários episódios de Bob Esponja. Marion também foi dubladora em King of the Hill, Handy Manny, entre outras animações.

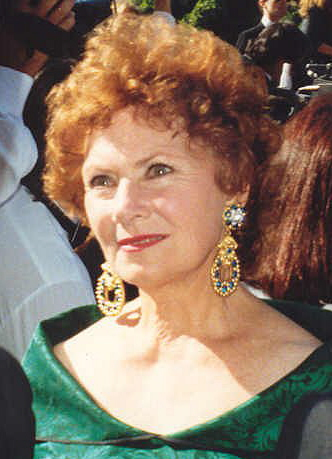
Ross no Emmy Awards de 1992

Outros papéis de Marion no cinema incluem The Evening Star (1996), Smiley Face (2007), Superhero Movie (2008), além do telefilme Scooby-Doo! Curse of the Lake Monster (2010).
Na televisão, ela ainda fez várias participações em séries como That '70s Show, Gilmore Girls, Brothers & Sisters, Grey's Anatomy, The Middle, e Two and Half Men. 
Em 2018, Marion Ross confirmou sua aposentadoria. 